# Kotona Hayashi
Kotona Hayashi (林琴奈, Hayashi Kotona, 13 de novembro de 1999) é uma voleibolista japonesa, que atua na posição de ponteira.

## Carreira
No Torneio Nacional de Voleibol do Ensino Médio realizado em dezembro de 2014, ela liderou a equipe como capitã da Seleção Nacional de Osaka Kita e foi selecionada como uma jogadora de destaque, embora não tenha vencido campeonatos consecutivos. Em 2015, ingressou na Kinrankai High School. Ela foi selecionado para a Seleção Nacional Juvenil do Japão no mesmo ano, e participou do Campeonato Mundial Juvenil realizado em Lima, Peru, em agosto. Em 2016, participou do Kibokyo Iwate National Athletic Meet como representante da Prefeitura de Osaka (equipe solo da Kinrankai High School) e venceu o campeonato, derrotando o representante de Tóquio (equipe solo da Shimokitazawa Seitoku High School).
Em fevereiro de 2018, JT Marvelous da V Premier League anunciou que Hayashi e outras se juntariam ao time. Ela fez sua estreia na estreia ao aparecer como reserva no primeiro jogo da V Final da Premier League, em 10 de março. No segundo jogo das finais, participou como titular e marcou 6 pontos (5 pontos de ataque, 1 ponto de bloqueio). Nos Jogos Olímpicos de Verão de 2020, foi uma das convocadas para a seleção nacional do Japão. Em 2022, participou da Liga das Nações e também participou pela primeira vez do Campeonato Mundial.